# Beaumont-en-Cambrésis
Beaumont-en-Cambrésis là một xã ở tỉnh Nord trong vùng Hauts-de-France, Pháp.